# Kathu (Südafrika)
Kathu ist eine Stadt in der Gemeinde Gamagara, Distrikt John Taolo Gaetsewe, Provinz Nordkap in Südafrika. Sie liegt in einer Höhe von 1230 Meter über dem Meeresspiegel und hatte 2011 11.510 Einwohner.
1974 gegründet, erhielt Kathu (Setswana „Stadt unter den Bäumen“ nach den Kameldornbäumen der Umgebung) 1979 den Status als Stadt. Die nächstliegenden Städte sind Postmasburg und Olifantshoek Nord, jeweils rund 50 Kilometer entfernt.
Wirtschaftlich lebt die Stadt vom Bergbau, die Yster en Staal Korperasie van Suid Afrika (Yskor) betreibt hier die Sishen-Grube, eine der weltweit größten Eisenerzgewinnungsstätten im Tagebau. Riesige Spezial-LKWs transportieren Lasten von bis 170 Tonnen. Auf der eigens für den Erzabtransport gebauten Bahnstrecke Sishen–Saldanha fahren einige der längsten Heavy-Haul-Transportzüge in der Welt.
In der Umgebung der Stadt wurden eine Reihe von prähistorischen Werkzeugen gefunden, die eine Besiedlung des Gebietes seit rund 750.000 Jahren dokumentieren. 1979 und 1982 in der Nähe der Stadt gefundene steinerne Spitzen aus der Ausgrabungsstätte Kathu Pan 1 wurden auf ein Alter von etwa 500.000 Jahren datiert. Sie dienten möglicherweise als Speerspitzen, womit sie die ältesten Kompositwaffen dieser Art wären.